# Cyperus tweediei
Cyperus tweediei är en halvgräsart som beskrevs av Charles Baron Clarke. Cyperus tweediei ingår i släktet papyrusar, och familjen halvgräs. Inga underarter finns listade i Catalogue of Life.